# 孙杏村镇
孙杏村镇，是中华人民共和国河南省新乡市卫辉市下辖的一个乡镇级行政单位。

孙杏村镇位于卫辉市西南部，北靠卫辉市区，西邻新乡市郊，距新乡市行政中心仅8公里，距省会郑州约80公里。京珠高速、107国道、济东高速和新范公路穿境而过，卫河、孟姜女河横卧东西，区域位置优越，基础设施完善。全镇区域面积32.89平方千米（2017年），5626户，26636人（2017年）。

## 行政区划
孙杏村镇下辖以下地区：
孙杏村、史洼村、秦堤村、汲城一村、汲城二村、汲城三村、娘娘庙前街村、娘娘庙后街村、段先屯村、西藏庄村、杨大屯村、王奎屯村、七里铺村、南辛庄村、张武店村、大任庄村和堡上村。